# 長莖小舌石蛾
長莖小舌石蛾（学名：Agapetus longipennis）为舌石蛾科舌石蛾屬下的一个种。